# Maria Heep-Altiner
Maria Heep-Altiner (* 29. Dezember 1959 in Niederzeuzheim) ist eine deutsche Mathematikerin und Hochschullehrerin.

## Leben
Nach ihrem Abitur an der Fürst-Johann-Ludwig-Schule in Hadamar studierte Heep-Altiner ab 1978 an der Rheinischen Friedrich-Wilhelms-Universität Bonn Mathematik und Volkswirtschaftslehre, wo sie 1984 ihr Diplom in Mathematik mit der Arbeit Die Darstellbarkeit von {\displaystyle Pic(X/k,\tau )} im Fall nichtsingulärer, projektiver Varietäten erlangte. 1989 promovierte Heep-Altiner ebenda in Mathematik über das zahlentheoretische Thema „Periodenrelationen für {\displaystyle GL_{2}(F)}“. Anschließend ging sie als Versicherungsmathematikerin zur Gerling-Konzern Lebensversicherungs-AG, ehe sie 1994 innerhalb des Konzerns zur Gerling-Konzern Allgemeine Versicherungs-AG wechselte. Dort übernahm sie die Leitung des Aktuariats für Sachversicherungen. 2006 wechselte sie zur Talanx, bei der sie mit dem Aufbau eines internen Holdingmodells betraut war.
Im Jahr 2008 kehrte Heep-Altiner als Professorin am Institut für Versicherungswesen an der Fachhochschule Köln in den Wissenschaftsbetrieb zurück. Dort betreut sie das Lehrgebiet Finanzierung im Versicherungsunternehmen. Nachdem sie sich bereits während ihrer Tätigkeit in der Industrie in der Deutschen Aktuarvereinigung (DAV) engagiert hatte, wurde sie später Mitglied des DAV-Vorstandes. Zudem trat sie mit diversen Veröffentlichungen zu verschiedenen aktuariellen Themen in Erscheinung.

## Veröffentlichungen (Auswahl)
Bei folgenden Büchern war Heep-Altiner Hauptautorin oder bedeutender Teil des Autorenteams:
- Mit Norbert Heinen u. a.: Kollektive Personenversicherung in Europa. 1995. ISBN 3-88487-493-4
- Mit Monika Klemstein: Versicherungsmathematische Anwendungen in der Praxis. 2001. ISBN 978-3-88487-902-3
- Interne Modelle nach Solvency II (2010)
- Internes Holdingmodell nach Solvency II. Verlag für Versicherungswirtschaft 2011. ISBN 978-3-89952-632-5